# McLaren M838T

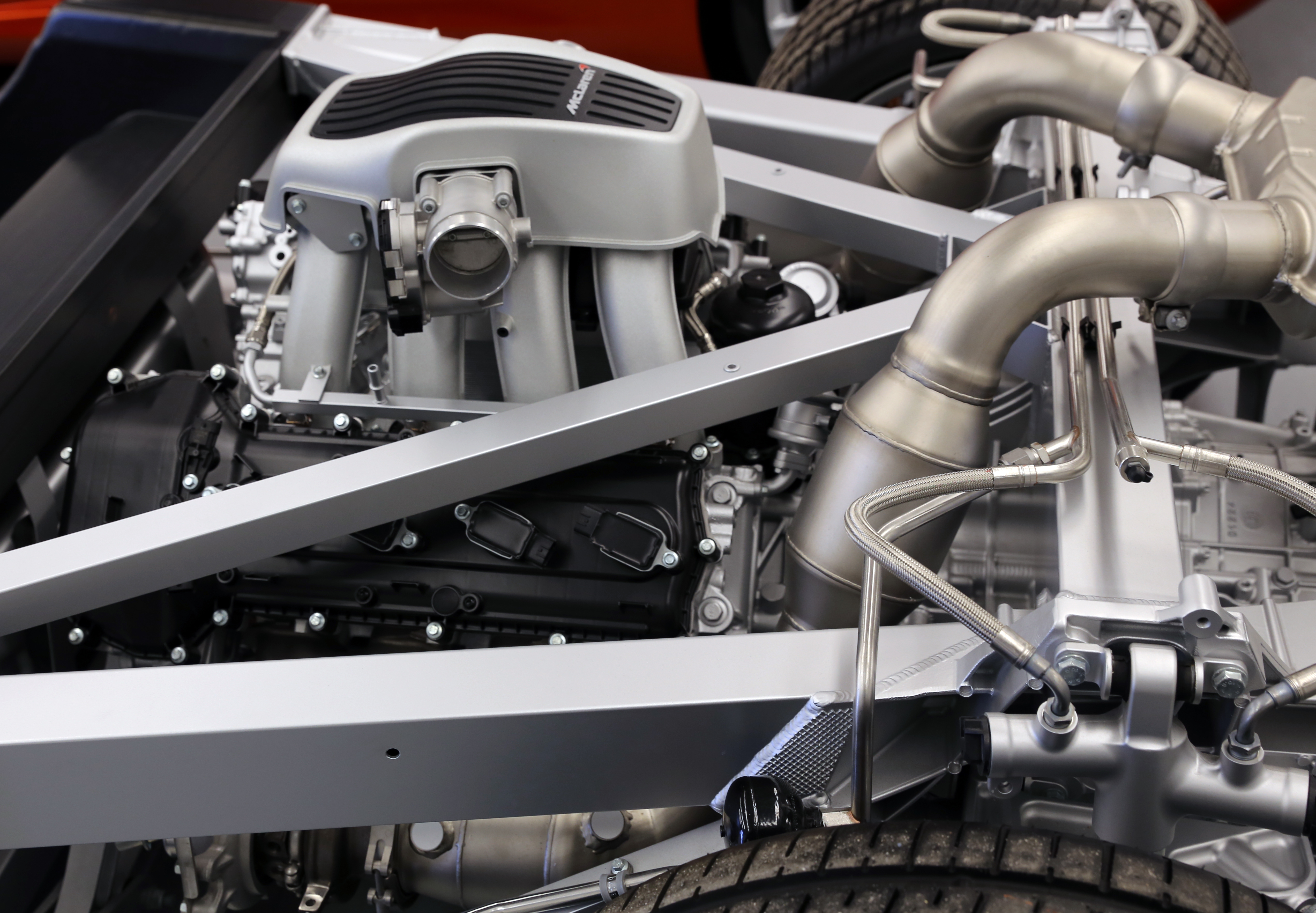
Imagem ilustrativa

O McLaren M838T é um motor V8 de 3.8 litros, twin-turbo. Desenvolvido pela McLaren em parceria com a Ricardo plc e tecnologia adquirida da Menard Competition Technologies, esse é o primeiro motor feito pela McLaren.
O motor começa a cortar em 8500 rpm, porém, 80% do seu torque é aplicado em baixas rotações como 2000 rpm. A McLaren afirma que o motor a maior taxa de potência por emissão de CO2 do que qualquer motor sendo produzido atualmente.